# Leonessa di Guennol
La Leonessa di Guennol è una statuetta mesopotamica ritenuta vecchia di 5000 anni, che si presume rinvenuta nei dintorni di Baghdad in Iraq. L'opera d'arte raffigura una muscolosa leonessa antropomorfo.
La scultura è anche famosa per essere stata venduta per 57,2 milioni di dollari in un'asta da Sotheby's il 5 dicembre 2007.
L'opera è chiamata "Guennol" dal nome gallese di "Martin", il nome del collezionista che l'acquistò nel 1948. Nel 1950, Edith Porada la descrisse come una leonessa "per le curve femminili della parte inferiore del corpo e per l'assenza di organi maschili", pur ammettendo la possibilità "che la figura rappresentasse una creatura senza sesso". La Leonessa non possiede criniera, il che fa escludere che si tratti di un leone maschio. La scultura in calcare misura poco più di 8 centimetri di altezza.

## Storia dell'opera
La Leonessa di Guenol è un'opera appartenente alla cultura proto-elamica (3000-2800 a.C. ca.). Era in prestito al Brooklyn Museum of Art fino a quando non fu acquistata all'asta da un collezionista inglese. Prima dell'asta da Sotheby's, la scultura era stata acquistata da un collezionista privato, Alastair Bradley Martin, nel 1948 dalla collezione di Joseph Brummer, ed era stata esposta al Brooklyn Museum of Art di New York fino alla sua vendita nel 2007. Brummer, il famoso mercante d'arte britannico, l'aveva acquistata in Iraq da una fonte rimasta misteriosa.
Il significato storico dell'opera d'arte è importante, dato che il periodo di creazione della scultura potrebbe all'incirca coincidere con lo stesso periodo del primo uso conosciuto della ruota, dello sviluppo della scrittura cuneiforme e dell'emergere delle prime città. Tali figure antropomorfe, che fondono caratteristiche animali e umane, possono essere viste nei registri superiore e inferiore del trapezoidale pannello frontale della famosa Grande Lira della "Tomba del Re" (ca 2650-2550 a.C.), scoperta dall'archeologo britannico sir Leonard Woolley all'inizio del XX secolo a Ur, nell'attuale Iraq. Molte antiche divinità del Vicino Oriente erano rappresentate con figure antropomorfe, fra cui Inanna, che potrebbe avere molti punti in comune con la Leonessa. Queste evocavano la credenza mesopotamica nell'ottenere il potere sul mondo fisico combinando gli attributi fisici di diverse specie. È possibile che i vicini Sumeri abbiano assimilato nella loro cultura questo potente ibrido artistico dalle popolazioni proto-elamiche.

### Asta di Sotheby's
Sotheby's la descrisse come "uno degli ultimi capolavori conosciuti che ci viene dall'alba della civiltà rimasti in mani private". Il giorno prima dell'asta, gli esperti avevano stimato che l'offerta più alta sarebbe stata compresa tra 14 milioni e i 18 milioni di dollari. Il prezzo di vendita  ha superato i 28,6 milioni di dollari, che costituivano allora il record pagato per una statua antica in un'asta; si trattava di Artemide e il cervo, una figura di bronzo di epoca ellenistica venduta da Sotheby's nel giugno del 2007. Al momento della sua vendita nel 2007, il prezzo pagato all'asta per la Leonessa di Guennol è stato il più alto pagato per una scultura fino a quella data, superando facilmente il record di Tête de femme (Dora Maar) di Pablo Picasso. Il prezzo è stato poi superato il 3 febbraio 2010 dagli oltre 104 milioni di dollari per la scultura L'Homme qui marche I  di Alberto Giacometti.